# Manon Durand (canoë-kayak)
Pour les articles homonymes, voir Durand et Manon Durand.
Manon Durand, née le 15 février 1998, est une céiste française.

## Palmarès
- Championnats du monde de descente 2016
  -  Médaille d'argent en C1 classique[2].
- Championnats du monde de descente 2017
  -  Médaille d'argent en C2 sprint
  -  Médaille d'argent en C1 sprint par équipe